# العلاقات الرومانية مع الأرمن

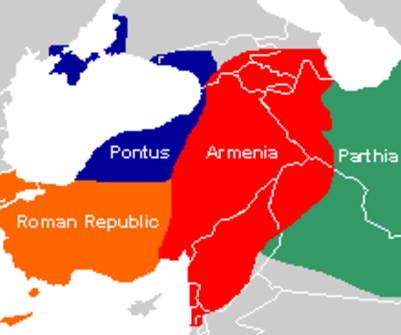
الإمبراطورية الأرمنية وخريطة الجمهورية الرومانية

تعود الاتصالات بين شبه الجزيرة الإيطالية والمرتفعات الأرمنية إلى العصر الحديدي عندما تاجرت الحضارة الإتروسكانية مع مملكة أورارتو عن طريق فريجيا واليونان القديمة. تم التنقيب عن برونز أورارتي من مراجل ذات رأس ثور وفخار في أجزاء مختلفة من إيطاليا الإتروسكانية، ولا سيما في توسكانا. لعبت الجمهورية الرومانية دورًا محوريًا في إعادة تأسيس مملكة أرمينيا عام 189 قبل الميلاد. هُزم أنطيوخوس الثالث في معركة مغنيسيا على يد الرومان، الأمر الذي سمح بدوره للاستراتيجيين الأرمنيين لأنطيوخس وهمَا أرضاشيس وزارادريس بالسيطرة على مملكة أرمينية مستقلة. بدأ الرومان الذين كانوا ينظرون إلى أنفسهم على أنهم خلفاء شرعيون للسلوقيين في لعب دور أكثر عدوانية في شؤون العالم الهلنستي في آسيا الصغرى بدءً من الاستحواذ على بيرغامون في عام 133 قبل الميلاد. قادت الحرب الميثراداتسية الثالثة (75–65 قبل الميلاد) القوات الرومانية لأول مرة مباشرة إلى الحدود الأرمنية. لعبت روما دورًا مهمًا في شؤون أرمينيا والأرمن منذ ذلك الحين وحتى زوال مملكة أرمينيا عام 428. يستكشف هذا المقال تاريخ تلك العلاقة، وهي علاقة تناوبت بين الانسجام والصراع.

## العلاقات خلال الجمهورية الرومانية

### لوسيوس ليسينيوس لوكولوس
في 72 قبل الميلاد، تخلى ملك البنطس ميثراداتس السادس يوباتور عن مملكته بعد هزيمة قواته على يد الرومان في معركة كابيرا. لقد هرب شرقًا طلبًا للحماية في بلاط صهره ديكرانوس الثاني في أرمينيا الكبرى. أرسل الجنرال الروماني لوسيوس ليسينيوس لوكولوس مبعوثه أبيوس كلوديوس إلى أرمينيا كمرسول. استقبل ديكرانوس أبيوس في أنطاكية. تم إعطاء ديكرانوس إنذارًا نهائيًا: تسليم ميثراداتس أو مواجهة حرب شاملة مع روما. حرم ديكرانوس الرومان من جائزتهم وفي عام 69 قبل الميلاد نفّذ لوكولوس أول غزو روماني لأرمينيا. كان ديكرانوس قد واجه الرومان بالفعل في المعركة عندما حاول ضم كبادوكيا وتم طرده من قبل لوسيوس كورنيليوس سولا في عام 92 قبل الميلاد، وهذه المرة جمع جيشًا أقوى مدعومًا من قبل المرتزقة اليونانيين. هُزمت القوات المشتركة التابعة لديكرانوس وميثراداتس في معركة تيغرانوسيرتا على يد الرومان وهرب كلا الملكين إلى شمال أرمينيا بالقرب من الحدود الأيبيرية. قام لوكولوس بشكل منهجي بحل إمبراطورية ديكرانوس الأرمنية وحرر المناطق المستعبدة التي استولى عليها ديكرانوس من الفرثيين. حاول ديكرانوس تأمين تحالف مع فراتس الثالث ملك فرثية ولكن بطبيعة الحال رفض فراتس العرض واختار حينها الحياد. منح إحجام الفرثيين عن التدخل الثقة للوكولوس حتى يمضي قدمًا ويهاجم عاصمة ديكرانوس الثانية في 68 قبل الميلاد في أرتاكساتا. بعد معركة أرتاكساتا، فشل لوكولوس في القبض على أي من الملكين مرة أخرى. ولكونه صار محبطًا بسبب التضاريس الوعرة في شمال أرمينيا، عاد لوكولوس إلى الجنوب ونهب نصيبين الذي سيطر عليها شقيق ديكرانوس. سمح هذا لميثراداتس بإعادة تجميع صفوفه من خلال تكوين جيش صغير وذبح كل الرومان في بنطس (فيلقان كاملان في زيلة وحدها تحت قيادة فاليريوس تريانوس)، ثم انتظر تعزيزات الميديين من ديكرانوس في قلعة تالورا في أرمينيا الصغرى. وإثر سماعه نبأ حمام الدم هذا، أمر لوكولوس قواته بالتوجه إلى أرمينيا الصغرى لكن القوات رفضت وبدلًا من ذلك وافقت على التحرك غربًا وتولي موقع دفاعي في غلاطية. أصبحت بنطس وأرمينيا الآن مرة أخرى تحت السيطرة الكاملة ديكرانوس وميثراداتس. صوّت مجلس الشيوخ الروماني، الذي شعر بإحراج كبير من النتيجة، على استدعاء لوكولوس.